# Six-Fours-les-Plages
Six-Fours-les-Plages – miejscowość i gmina we Francji, w regionie Prowansja-Alpy-Lazurowe Wybrzeże, w departamencie Var.
Według danych na rok 1990 gminę zamieszkiwało 28 957 osób, a gęstość zaludnienia wynosiła 1089 osób/km² (wśród 963 gmin regionu Prowansja-Alpy-W. Lazurowe Six-Fours-les-Plages plasuje się na 25. miejscu pod względem liczby ludności, natomiast pod względem powierzchni na miejscu 384.).